# Fabio Quagliarella
Fabio Quagliarella (Castellammare di Stabia, 1983. január 31. –) válogatott olasz labdarúgó, a Sampdoria játékosa.

## Pályafutása
Még 17 sem volt, amikor bemutatkozhatott a Serie A-ban, a Torino színeiben: a Bikák 2000. május 14-én 2:1-re verték a Piacenzát. Innen Toszkánába vezetett az útja: az akkoriban Florentia Viola néven az ötödosztályban szereplő Fiorentina színeiben játszott. Egy önbizalomnövelő kitérő (Chieti, 43 meccs/19 gól) után visszatért a másodosztályban szereplő Torino együtteséhez, ahol 36 mérkőzésen nyolc gólt szerzett. Az első osztályban az Ascoli csapatában focizott ismét, de a nagy kiugrást a Sampdoria játékosaként könyvelhette el.
Pedig ősszel még úgy tűnhetett, hogy nem sok sót eszik majd meg a Bonazzoli-Flachi-Bazzani csatártrió mellett. Flachit azonban kokainfogyasztáson kapták, Bazzani formán kívül játszott, Bonazzoli megsérült - Quagliarella pedig beépült a genovai csapatba. És ha már ott volt, akkor gólokat is szerzett. Nem is akármennyit: tizenhármat. És nem is akármilyeneket: a Chievo elleni idegenbeli találkozón például 40 méterről, félfordulatból emelte át a labdát a kapuson. Ezt a találatot a La Gazzetta Dello Sport olvasói a forduló góljának választották.
A téli szünetben megkörnyékezte az Inter, azonban a Milánóiak akkor még nem jártak sikerrel. Quagliarella maradt a Sampdoriánál, az olaszok Románia elleni februári meccse pedig a rendőrgyilkosság miatt elmaradt. Ami késik, nem múlik: a csatár a skótok elleni tavaszi Eb-selejtező utolsó három percében pályára léphetett. Először a litvánok ellen volt kezdő, és a baltiak egy életre megjegyezték a nevét, miután előbb ballal, majd jobbal porolta ki a kapujuk jobb sarkát.
A viszonylag vékony testalkatú, de komoly lövőerővel rendelkező Quagliarella 26 mérkőzésen kapott szerepet az olasz korosztályos válogatottakban is (5 gólt szerzett). A kaunasi produkciója után viszont nehezen képzelhető el, hogy ne számítson rá hosszú távon az olasz szakvezetés - a felnőttek között is.

## Sikerei, díjai
- Serie B (1):

Torino: 2000–01
- Serie A (3):

Juventus: 2011–12, 2012–13, 2013–14
- Supercoppa Italiana (2):

Juventus: 2012, 2013
- Coppa Italia ezüstérmes (1):

Juventus: 2011–12